# Eufemio Uballes
Eufemio Uballes (1848-1933) fue un médico y político argentino, diputado nacional por el Unión Cívica Radical entre 1894 y 1898 y rector de la Universidad de Buenos Aires.

## Biografía
Nació en San Pedro, Provincia de Buenos Aires, el 10 de septiembre de 1848. Era hijo de Francisco Uballes, y de Francisca Picabea Ramírez, argentinos de una familia tradicional. Nieto de Eufemio Uballes, un oficial español que fue prisionero de San Martín en Chile, luego al ser puesto en libertad mandó a pedir sus bienes a España y compró en el partido de San Pedro los campos del entonces Juez de Paz Don Benito Urraco donde radicó su familia, Católico Practicante, realizó sus estudios primarios en su pueblo natal y los secundarios en Buenos Aires. Para poder costear sus gastos cuando era adolescente, ingresó como meritorio en la repartición policial y por sucesivas promociones alcanzó el grado de Comisario a mediados de 1877.
En 1874 ingresó a la Facultad de Medicina de Buenos Aires y se diplomó en 1880 después de haber presentado su tesis “El pulso en la insuficiencia mitral”. Alejado ya de la actividad de Comisario a la que le dedicó varios años de vida, se incorporó a la cátedra de Clínica Médica que dirigía el Dr. Manuel Porcel de Peralta, en la que después de desempeñarse como Jefe de Clínica, profesor Suplente llegando a Profesor Titular en 1890 y quedándose en el cargo hasta 1896.
El 30 de diciembre de 1882 se casó con María Alina Goya Castro con quien tuvieron tres hijos: Roberto, María Alina y Sara.
Fue en su época una de las más grandes figuras médicas y universitarias. Con escasos medios, sin ambiente científico, ni laboratorio, ni biblioteca adecuada se formó y se abrió paso vigorosamente hasta las más altas jerarquías universitarias. Uballes tenía un fino espíritu clínico, una intuición admirable y una exposición fácil y fluida. Se orientó hacia la medicina interna. Fue Presidente de la Asociación Médica Argentina en el período de 1893 y 1894.
Intervino también en política y como militante de la Unión Cívica Radical obteniendo una banca de diputado en el Congreso de la Nación por el período 1894-1898. Alguna vez se lo vio como posible candidato a presidente de la República por su partido.

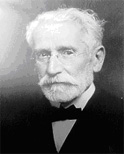
Eufemio Uballes en el año 1923.

Cumplida su etapa como catedrático y siendo Académico, fue nombrado Decano de la Facultad de Medicina de 1902 a 1906 y luego Rector de la Universidad de Buenos Aires (UBA) desde el 1º de marzo de 1906 al 1º de marzo de 1922. Durante el desempeño de esas funciones afrontó episodios de efervescencia estudiantil que logró sortear con firmeza y habilidad.
Introdujo importantes reformas en el sistema de gobierno de la Facultad de Medicina, a lo que logró independizar de la tutela que la Academia había ejercido durante 32 años. 
Desde el rectorado incorporó a la órbita de la Universidad el Colegio Nacional de Buenos Aires y la Escuela de Comercio Carlos Pellegrini. 
Creó dos nuevas facultades de la UBA: la de Agronomía y Veterinaria y la de Ciencias Económicas. En noviembre de 1912, con el apoyo del Decano de la Facultad de Agronomía y Veterinaria, Dr Schatz que cedió un predio perteneciente a dicha Facultad, fue colocada la piedra fundamental del que sería el establecimiento oncológico más antiguo de América, el actual Instituto de Oncología "Ángel Roffo". Si bien su gestión universitaria no estuvo exenta de críticas, hay coincidencia en señalar que ella fue una de las más progresistas y ecuánimes.
Donó las tierras en donde se construyó la antigua estación del Ferrocarril Provincial de Buenos Aires (FCPBA) Eufemio Uballes, por lo que, desde el 6 de octubre de 1930, la estación y la localidad rural, llevan el nombre en su honor.
Murió en Buenos Aires el 27 de agosto de 1933.

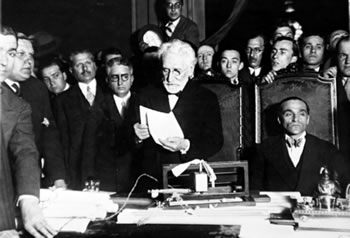
El Dr. Eufemio Uballes leyendo su discurso en el Rectorado de la Universidad de Buenos Aires (UBA).

## Premio "Dr. Eufemio Uballes"
Desde 1922, fecha en que Uballes finalizó su período como Rector de la Universidad de Buenos Aires, por ordenanza del Consejo Superior del Colegio Nacional Buenos Aires se premia a los estudiantes de dicho colegio "que habiendo concluido sus estudios en calidad de regulares, hubiesen obtenido las más altas calificaciones".

## Libro Bibliográfico
- Marcela Mollis (2001). Un rector que ayudó a construir la universidad que deseamos. memoria de Eufemio Uballes. Editorial Universidad de Buenos Aires, Centro Cultural Rector Ricardo Rojas. ISBN 950-29-0633-0.